# Amstel Curaçao Race 2003
In 2003 werd de 2e editie verreden van de Amstel Curaçao Race. De wedstrijd werd gewonnen door de Belg Peter Van Petegem. 

## Uitslag (top 10)
| rang | renner             | land               | ploeg                 |
| ---- | ------------------ | ------------------ | --------------------- |
| 1    | Peter Van Petegem  | België             | Lotto-Domo            |
| 2    | Alejandro Valverde | Spanje             | Kelme-Costa Blanca    |
| 3    | Michael Boogerd    | Nederland          | Rabobank              |
| 4    | Emile Abraham      | Trinidad en Tobago | Maestro-Nella         |
| 5    | Maarten den Bakker | Nederland          | Rabobank              |
| 6    | Servais Knaven     | Nederland          | Quick Step-Davitamon  |
| 7    | Rik Reinerink      | Nederland          | Bankgiroloterij       |
| 8    | Víctor Hugo Peña   | Colombia           | US Postal             |
| 9    | Andrej Kasjetsjkin | Kazachstan         | Quick Step-Davitamon  |
| 10   | Daniele Nardello   | Italië             | Team Deutsche Telekom |